# Fernand Mithouard
Fernand Mithouard (* 22. Mai 1909 in Chevreuse; † 10. September 1993 ebenda) war ein französischer Radrennfahrer.

## Sportliche Laufbahn
Mithouard war im Straßenradsport aktiv. Als Amateur gewann er einige bedeutende französische Eintagesrennen wie Paris–Argentan und Paris–Évreux 1932.
1933 wurde er Berufsfahrer und blieb bis 1947 als Radprofi aktiv. Sein bedeutendster sportlicher Erfolg war der Sieg im Rennen Bordeaux–Paris 1933 vor Bernard Van Rysselberghe. Im Grand Prix des Nations kam er auf den 4. Platz. Etappensiege holte er 1934 im Critérium de l’Écho d'Alger und bei Paris–Nizza 1937. 1939 siegte er im Etappenrennen Paris–Saint-Étienne mit einem Tageserfolg. 1943 gewann er den La Flèche française.
Zweiter wurde Mithouard 1936 bei Paris–Tours hinter Gustave Danneels und im Critérium national hinter Paul Choque, im Grand Prix des Nations 1941 hinter Jules Rossi. Den dritten Platz belegte er 1939 in der Luxemburg-Rundfahrt.
In der Tour de France 1936 und 1939 schied er jeweils aus. 1938 war er in der Tour de Suisse ausgeschieden.